# Rhoptria esteparentis
Rhoptria esteparentis är en fjärilsart som beskrevs av Ramon Agenjo Cecilia 1933. Rhoptria esteparentis ingår i släktet Rhoptria och familjen mätare. Inga underarter finns listade.